# Rifugio Talarico
Il rifugio Alfredo Talarico è un rifugio alpino situato nel vallone di Pontebernardo, in comune di Pietraporzio, nelle Alpi Marittime ad una quota di 1750 m s.l.m., chiuso per prossima dismissione

## Caratteristiche e informazioni
Sorge in località  Prati del Vallone, nelle vicinanze di alcune casermette recentemente restaurate.
Si tratta di una costruzione in muratura di pietrame ad un piano, parzialmente incassata nel pendio retrostante. All'interno vi si trovano una cucina, una sala da pranzo ed un dormitorio comune con 15 posti letto.
È dotato di impianto elettrico, alimentato da pannelli fotovoltaici. Il riscaldamento avviene mediante stufa a legna. I servizi igienici sono interni. In estate, è disponibile acqua corrente all'interno.
Il rifugio è di proprietà della sezione  Ligure di Genova del Club Alpino Italiano, e non è gestito. È possibile accedervi tutto l'anno, previa ritiro delle chiavi a Pietraporzio. Per questo motivo, e per la facile raggiungibilità, il rifugio è sprovvisto di un locale invernale.

## Accesso
Il rifugio è raggiungibile in auto. Si risale la statale 21 del colle della Maddalena fin quasi a Pontebernardo; si svolta a sinistra e si risale per circa 5 km la strada che percorre il vallone di Pontebernardo, fino a circa 50 m dal rifugio.

## Ascensioni
- Dente del Vallone
- Testa del Vallone
- Becco Alto del Piz
- Testa dell'Ubac
- Cime di Vens
- Guglie di Lausa
- Cima les Blancias
- Monte del Vallonetto

## Traversate
- al rifugio Zanotti per il passo sottano delle Scolettas (difficoltà E)
- al rifugio de Vens (Francia) per il passo di Vens (E)
- al rifugio della Lausa (T)
- a Ferriere per il colle di Stau (E)

Il rifugio si trova sui percorsi dell'itinerario rosso della Via Alpina e del percorso delle Alte Valli della GTA. Nell'ambito della Via Alpina, il rifugio si trova sulla tappa R137 da Pontebernardo al rifugio Zanotti,> mentre nell'ambito della GTA costituisce il punto di snodo tra le tappe rifugio Migliorero - prati del Vallone e prati del Vallone - Pontebernardo.